# Autenweiler Straße 1

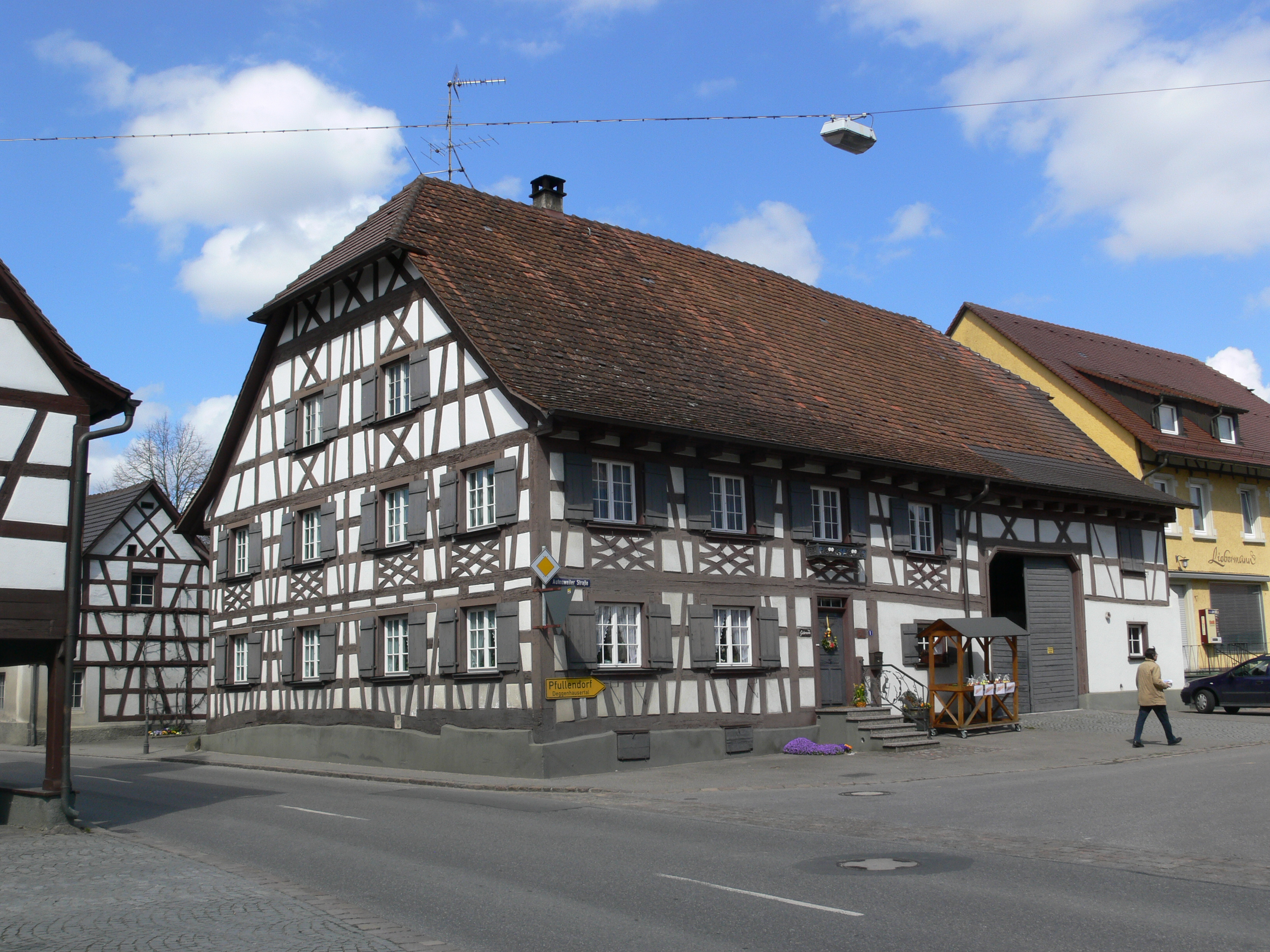
Fachwerkhaus Autenweiler Straße 1 in Bermatingen

Das Gebäude Autenweiler Straße 1 in Bermatingen, einer Gemeinde im Bodenseekreis in Baden-Württemberg, wurde zwischen 1780 und 1800 errichtet. Der langgestreckte, zweigeschossige Fachwerkbau mit Krüppelwalmdach ist ein geschütztes Kulturdenkmal.
Der Bau besteht aus einem Wohnteil mit Hausflur, Stall und Tenne und ist traufständig zur Autenweiler Straße und giebelständig zur Salemer Straße gelegen. Unmittelbar angrenzend befindet sich der ehemalige Lehnshof des Klosters Salem.
Auf dem massiven Sockel mit Balkenkeller unter der Stube steht ein zweigeschossiger Fachwerkaufbau. Als Ausschmückung dienen die Zierformen der Brüstungsfelder: Im Erdgeschoss offene V-Streben mit zusätzlichem geradem Mittelstiel und im Obergeschoss jeweils sich zu einer Figur verbindende gebogene Rauten oder gerade Andreaskreuze. In der Giebelfläche der Tenneneinfahrt sind weitere Andreaskreuze zu sehen.
Das ehemalige Bauernhaus bildet gemeinsam mit dem Rathaus und dem Gasthof zum Adler die Ortsmitte und ist daher aufgrund seines typischen Sichtfachwerkes sowie seiner Lage ortsbildprägend.